# Bryoerythrophyllum recurvirostrum
Bryoerythrophyllum recurvirostrum (Hedw.) P.C.Chen, 1941 è un muschio della famiglia Pottiaceae con distribuzione cosmopolita.

## Descrizione
É un muschio acrocarpo che forma ampi tappeti o ridotte zolle.

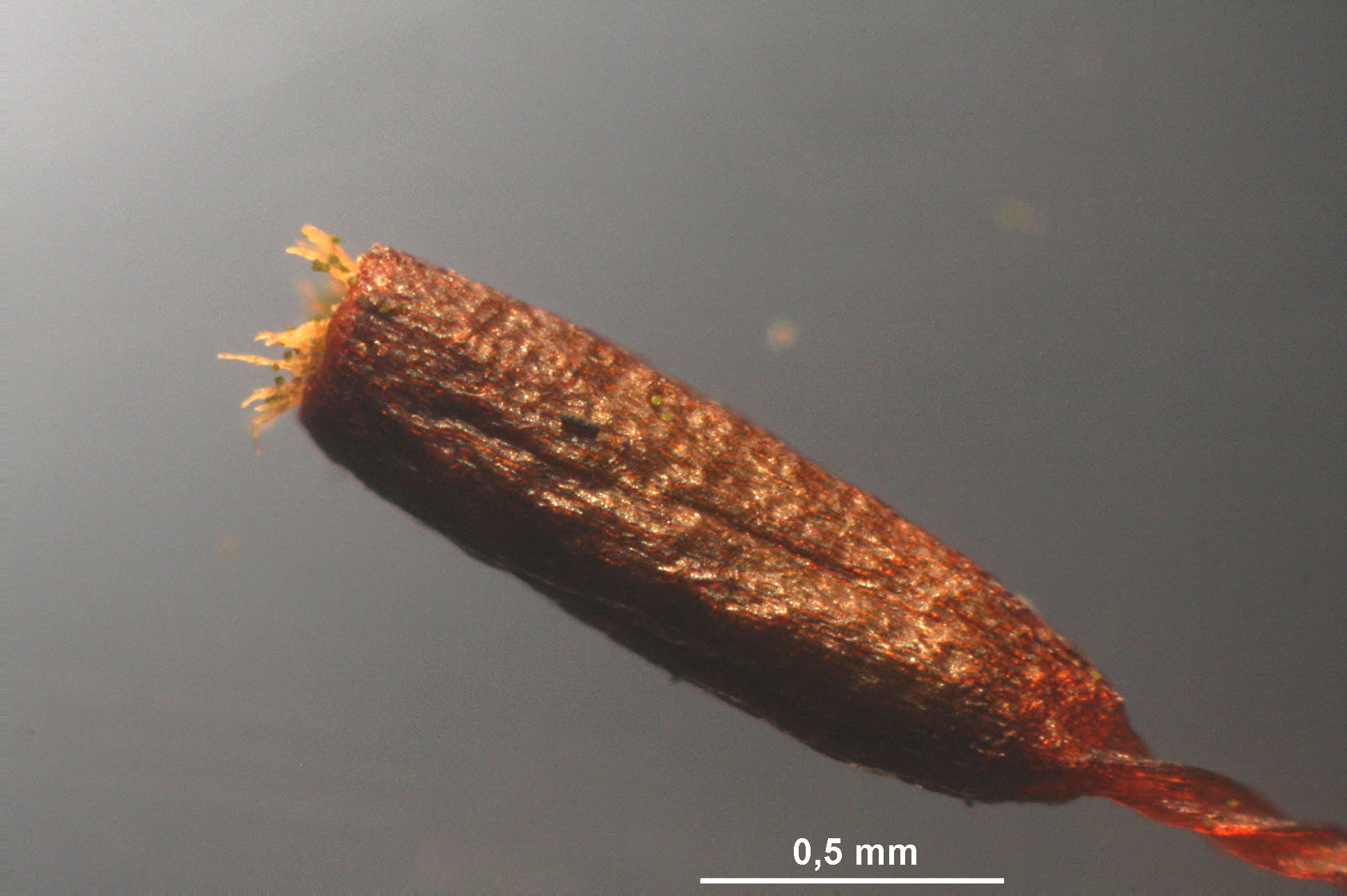
Dettaglio della capsula

Le foglie sono lunghe 3–4 mm, oblungo-lanceolate, occasionalmente ovate, con apice acuto. Le foglie superiori sono di colore verde brillante, spesso in netto contrasto con le foglie inferiori e il fusto che invece sono di colore rosso ruggine. Presentano una robusta nervatura centrale, che termina poco prima dell'apice. Il margine foliare è marcatamente ricurvo (vedi immagine della sezione trasversa della foglia).
Le capsule, rosso-brunastre, cilindriche, lunghe 0.8-2.2 mm, sono rette da una seta rossastra; l'opercolo misura 0.3–1 mm; il peristoma presenta 16 denti, irregolari. Le spore hanno un diametro di 14-17 µm.

Immagini al microscopio ottico
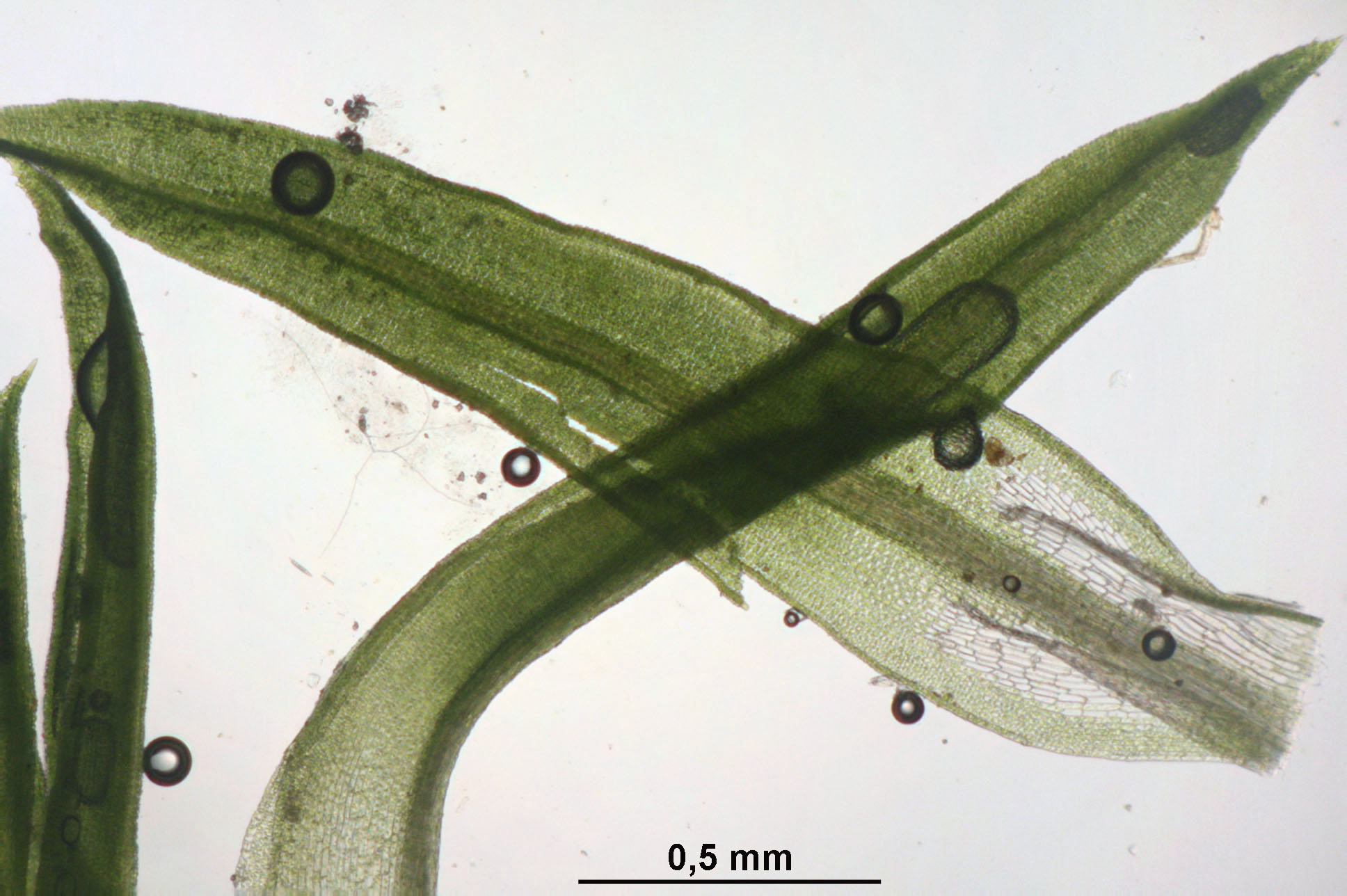
Foglie
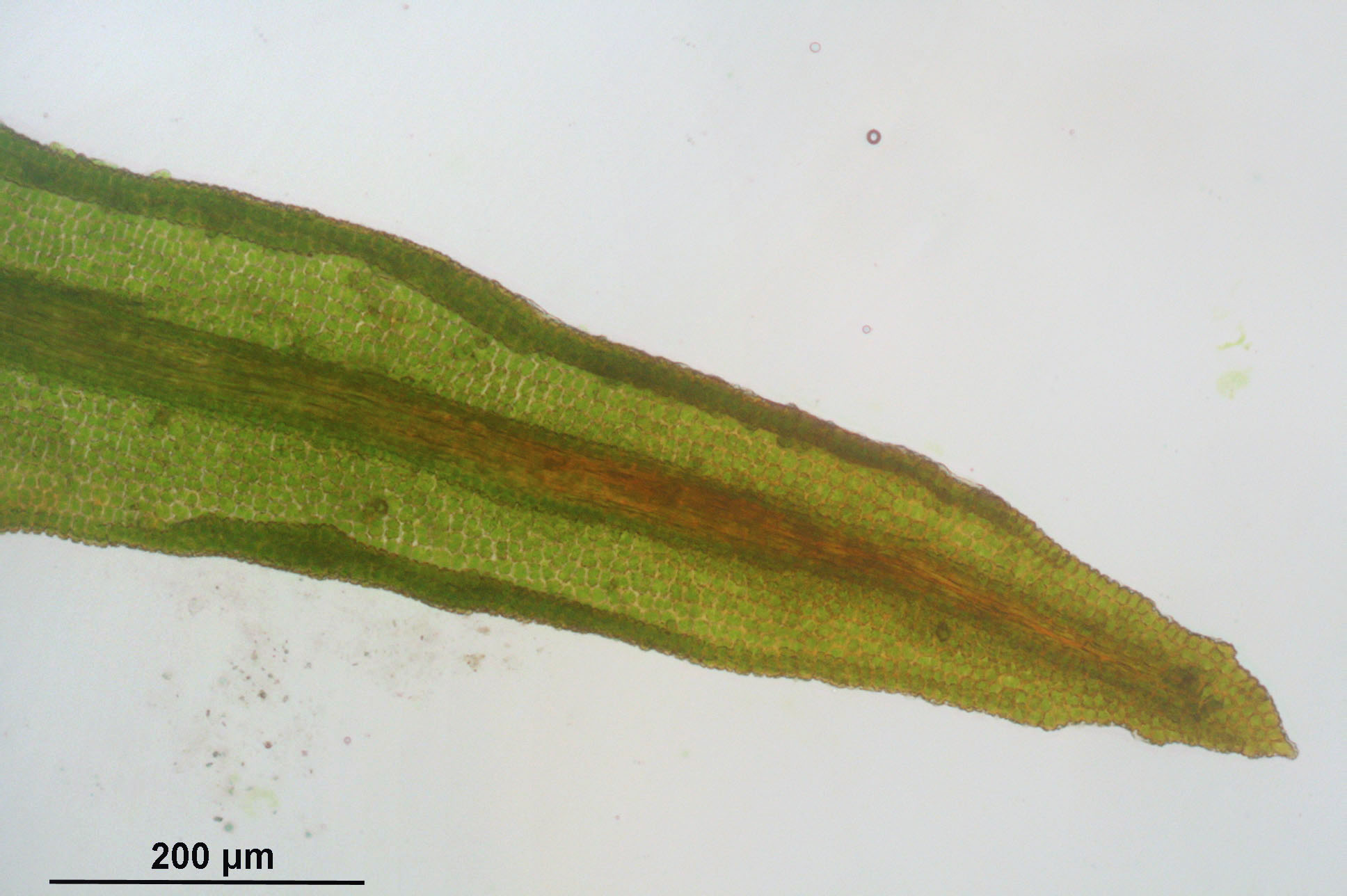
Apice foliare
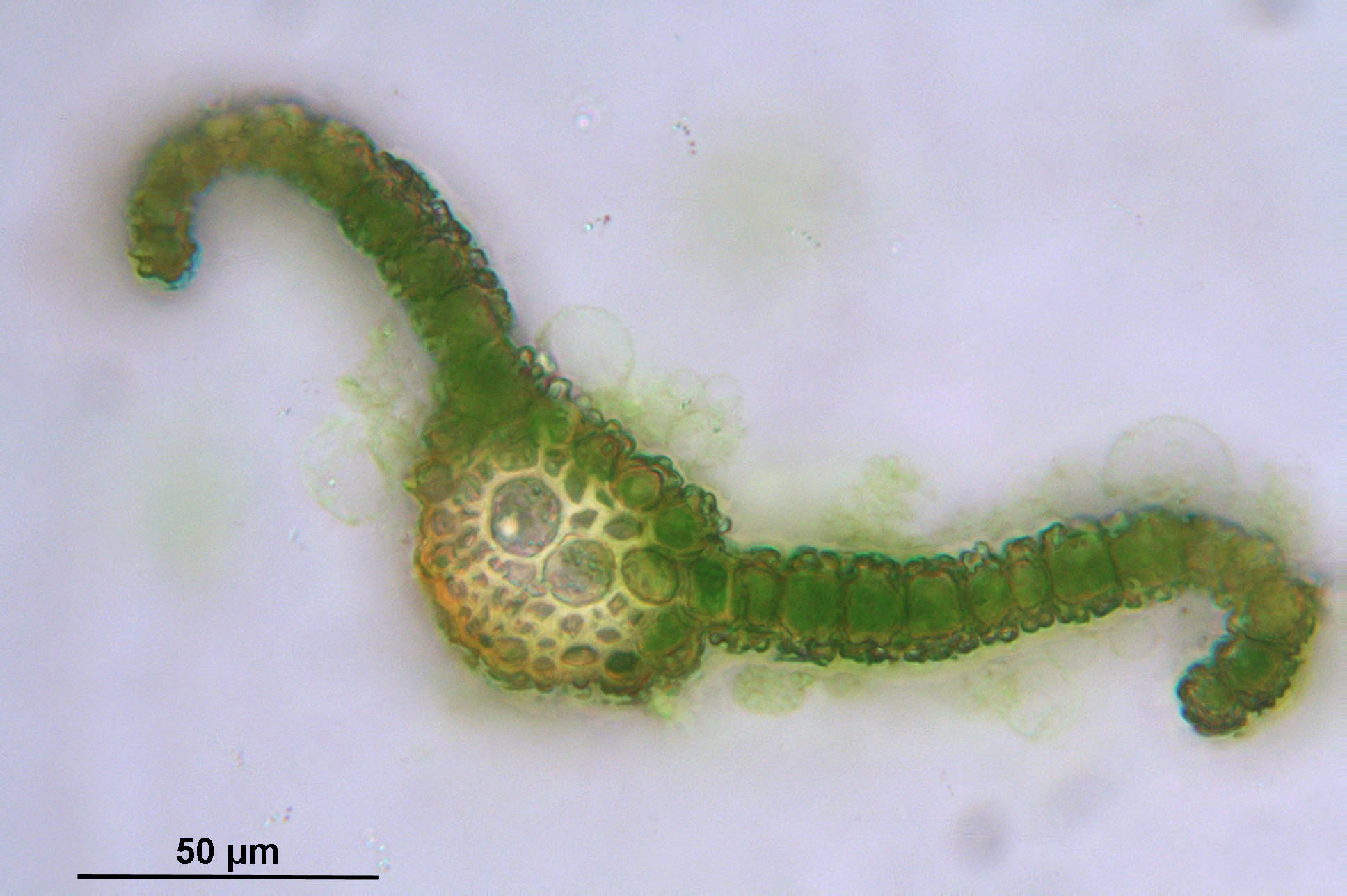
Sezione trasversale della foglia
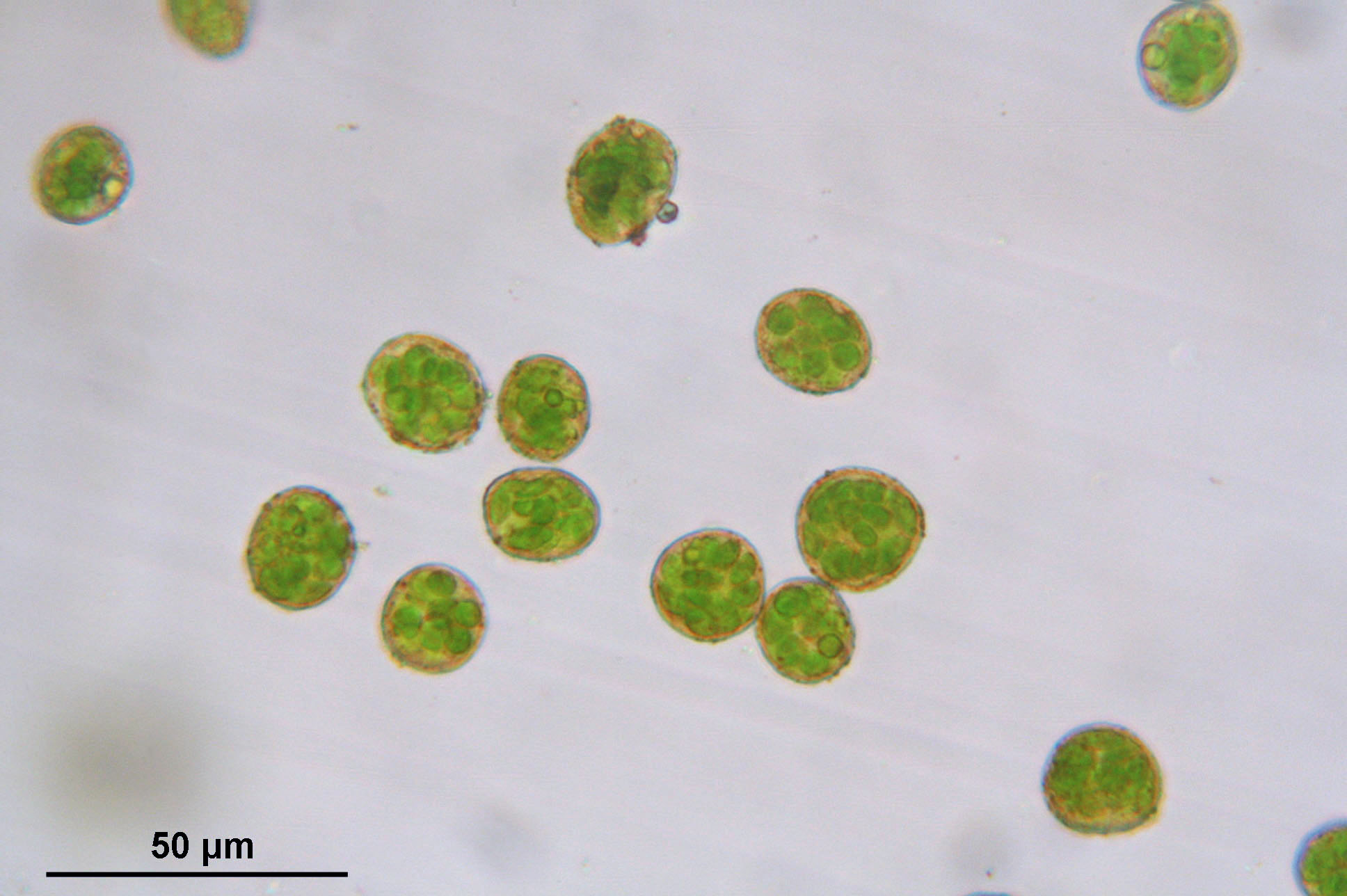
Spore

## Distribuzione e habitat
La specie è presente in tutti i continenti compresa l'Antartide.
Cresce in habitat differenti (prati alpini, aree boschive, aree paludose, sponde di ruscelli, sponde di laghi, scogliere), e su differenti substrati (terreno, roccia, malta di muro, corteccia), dal livello del mare sino a 3800 m.